# Ukrajna varsói nagykövetsége
Ukrajna varsói nagykövetsége Lengyelország és Ukrajna kapcsolatainak egyik kiemelt intézménye. 1918-tól 1924-ig követségként, majd 1991-től nagykövetségként működik. Varsóban az ul. Szucha 7. szám alatt található

## Előzmények
Az első világháború végétől Ukrajna négy éven át folytatott fegyveres küzdelmet a függetlenségéért. Ezidő alatt, 1917-ben létrehozták az ukrán Külügyminisztériumot, és kialakították az ukrán diplomáciai hálózatot. Lengyelország vonatkozásában ellentmondásos helyzet alakult ki: a lengyel–szovjet háború zömében Ukrajna területén zajlott, ezért az ukrán függetlenséget pártolók Lengyelországra egyfajta felszabadítóként tekintettek annak ellenére is, hogy Nyugat-Ukrajnát a lengyelek megszállták és az rigai béke megkötésének köszönhetően végül lengyel területté vált.

## Története

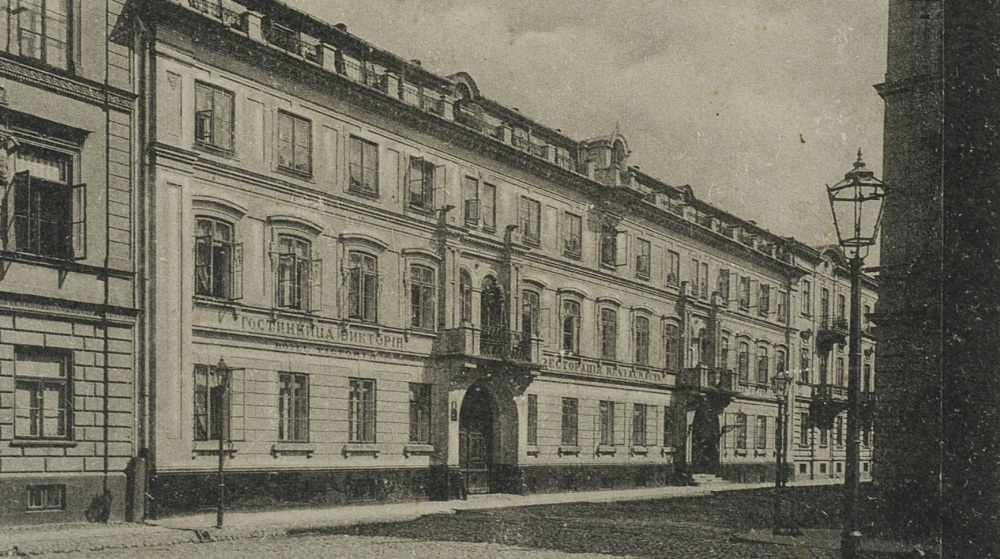
A Hotel Victoria egy századfordulós képeslapon

Ukrajna lengyelországi külképviselete 1923-ban a a varsói Hotel Victoriában (ulica Jasna 26.) volt - ugyanott volt egyébként a lett és a magyar követség is. A rigai béke megkötéséig a diplomaták a független Ukrajnát képviselték és számos ügyben kellett közreműködniük: a hadifoglyok kölcsönös kicserélésén, hazautaztatásán túl az újonnan kijelölt határvonalak pontosításáig. A békekötést - és ezzel Ukrajna függetlensége esélyének elvesztését - követően létrejött Ukrán Szovjet Szocialista Köztársaság 1924-ig még viszonylagos függetlenséget élvezhetett külpolitikája alakításában, így eddig a dátumig további ukrán diplomaták - jellemzően gazdasági vonalon - állomásozhattak Varsóban, de már a szovjet követségen. Ezt követően a szovjet diplomácia vette át az ukrán kapcsolatok kezelését is.
A Szovjetunió szétesését követően, 1991-ben Ukrajna "különleges képviselője" nyitott hivatalt Lengyelországban. Lengyelország 1991. december 2-án ismerte el Ukrajnát, és 1992. január 4-én jöttek létre a diplomáciai kapcsolatok,  s mindkét ország nagykövetséget nyitott a másik fővárosában. A közel 40 milliós Lengyelországban 2014-ben 1,5 millióra tették az ott élő ukrán állampolgárok számát - zömük kettős állampolgár, de sokan munkavállalási céllal érkeznek az országba.